# Adhara (cantante)
Adhara Peñaflores Ruiz (México, c. 1996), conocida como Adhara, es una cantante mexicana. Se especializa principalmente en los géneros de pop punk y pop rock.

## Biografía y carrera

### Primeros años
Adhara Peñaflores Ruiz nació en México cerca de 1996. Desde su infancia, se vio atraída por la música. En 2019, comenzó a estudiar una licenciatura en mercadotecnia en la Universidad Virtual del Estado de Guanajuato (UVEG), de la que se recibió en 2022.

### Trayectoria musical
Influenciada por la banda estadounidense Green Day y la cantante canadiense Avril Lavigne, al concluir sus estudios tomó la decisión de perseguir una carrera como cantante de pop punk y pop rock, dos géneros desplazados en México por otras corrientes musicales como los corridos tumbados, el reguetón, y el regional mexicano. Se inició musicalmente aprendiendo a tocar el bajo eléctrico. Con la finalidad de promover su propuesta independiente, se inspiró en la imagen y apariencia de Lavigne, comentando: 

«Este look viene de la década de los 2000, de hecho, Avril Lavigne es una pionera de la época, ella hizo popular el estilo emo y me encanta. Amo esta época, pero no me cierro sólo a lo emo, sino que también estoy abierta a lo pop, soy fan de Britney. De hecho, me siento como una combinación de ella, Madonna, Avril Lavigne, Tokio Hotel y Green Day. Así que me gusta fusionar todo ese lado rosa con el oscuro, siento que es algo que me define muchísimo.»

Llevando su proyecto al nivel profesional, en 2021 publicó su EP debut Ya era hora, en el que incorporó cuatro canciones. En octubre de 2022, estrenó el sencillo de estudio, «Emocional». El 18 de noviembre de 2023, se presentó como el acto musical de apertura para un concierto de la agrupación The Warning en el Audiorama El Trompo, en Baja California Sur.
En enero de 2024, publicó su siguiente sencillo, «Hueca como muñeca». En junio, presentó «Narcisista», una versión del tema «Narcisista por excelencia» grabado por Panda, en el que colaboró con Jorge Vázquez Martínez «Kross», baterista y miembro original de dicho grupo.

## Discografía

### EPs
| Año  | Título      | Discográfica    |
| 2021 | Ya era hora | Juan Loza Jasso |

### EPs colaborativos
| Año  | Título | Canción    | Discográfica   |
| 2024 | Scream | Throw down | Love Ghost LLC |

### Sencillos
| Año  | Título                                                  | Discográfica                                       |
| 2021 | OLa_DiiAvlO                                             | Juan Loza Jasso                                    |
| 2022 | Emocional                                               | Adhara Peñaflores Ruiz                             |
| 2022 | Niña problema                                           | Adhara Peñaflores Ruiz                             |
| 2023 | Fuck ur sistema                                         | Adhara Peñaflores Ruiz, Facundo Martínez Salaberry |
| 2023 | Anormal                                                 | Adhara                                             |
| 2023 | Nada me aliviana                                        | Adhara Peñaflores Ruiz                             |
| 2023 | No me intentes corregir (en colaboración con MUÑEKI77A) | Estabrookroad                                      |
| 2023 | Bipolar </3                                             | The Navi Boy & Adhara                              |
| 2024 | Hueca como muñeca                                       | Estabrookroad                                      |
| 2024 | DESMADROSA                                              | Adhara Peñaflores Ruiz                             |
| 2024 | LiPSTiCK                                                | digital city                                       |
| 2024 | Priincesa Punk                                          | Adhara Peñaflores Ruiz                             |
| 2024 | Narcisista                                              | Blegh! Label / SM Representaciones                 |
| 2024 | Soy muy PuNk RoCk para ti                               | Adhara Peñaflores Ruiz                             |
| 2024 | Mi Novio Es un zOmbie                                   | Adhara Peñaflores Ruiz                             |